# Martín José Marcide
Martín José Marcide Odriozola fue un arquitecto español. Estuvo a cargo del Instituto Nacional de Previsión (IPN), y fue autor de gran parte de los hospitales construidos a mediados del siglo XX en España para el Seguro Obligatorio de Enfermedad. Marcide, ya en el periodo de posguerra, actuó debido al auge de gran demanda de centros sanitarios, y trazó la planificación y el diseño de los hospitales contemporáneos del Plan de Estabilización, así como de los primeros Planes de Desarrollo Económico y Social. Trabajó junto a Aurelio Botella Enríquez (otro arquitecto especializado en instituciones sanitarias) en el diseño de varios hospitales de grandes dimensiones: ciudades sanitarias. Se caracteriza por un diseño modular y preocupado por ser susceptible de recibir ampliaciones, fundamentado en el uso de cajones normalizados. 

## Obras
Las obras arquitectónicas en su mayoría corresponden a edificios sanitarios y universidades.
- Ciudad Sanitaria de la Paz
- Universidad Laboral de Alcalá de Henares ubicada en el Campo del Ángel
- Hospital Son Dureta construido en 1953 en Palma de Mallorca
- Residencia Sanitaria Almirante Vierna (1949 - 1955) en Vigo[2]
- Hospital Virgen de la Concha en Zamora
- Hospital General Yagüe en Burgos
- Hospital Arquitecto Marcide en Ferrol